# Palazzo Turchi di Bagno

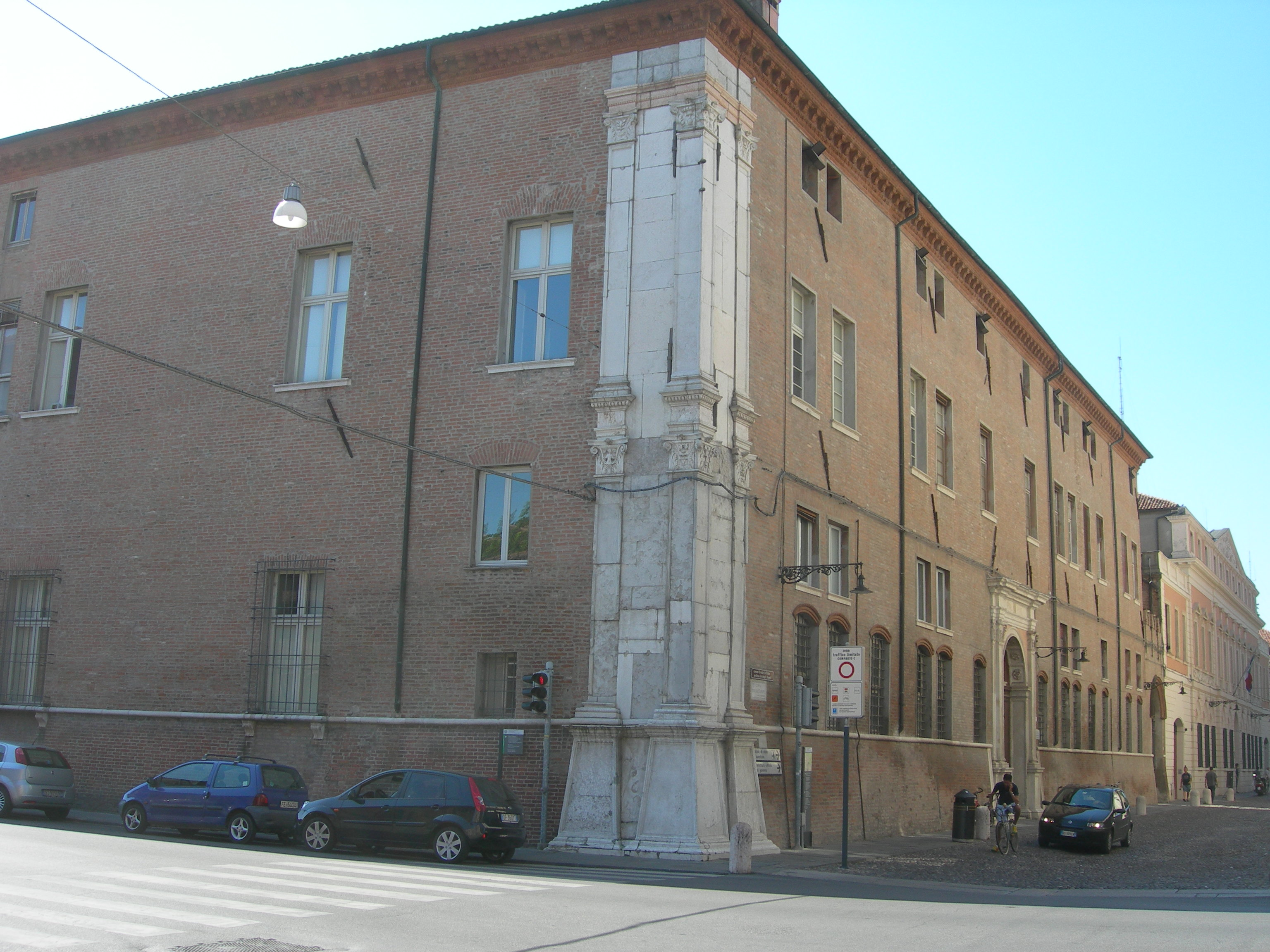
Palazzo Turchi di Bagno

Der Palazzo Turchi di Bagno ist ein historischer Palast in Ferrara in der italienischen Region Emilia-Romagna. Er liegt am Corso Ercole I d’Este.

## Geschichte
Er wurde um 1492 vom Architekten Biagio Rossetti im Rahmen der großartigen, später als „Addizione Erculea“ (dt.: Stadterweiterung von Ercole I.) genannten, Stadterweiterung geplant. Er ist Teil der „Quadrivio degli Angeli“ (dt.: Engelsgeviert). Die anderen Monumentalbauten, die die Eckpunkte des Gevierts bilden, sind der Palazzo dei Diamanti und der Palazzo Prosperi-Sacrati.
Das Gebäude wurde ab 1498 errichtet und die Arbeiten verfolgte teilweise direkt der Fürst Ercole I. d’Este, bevor er es an Aldobrandini Turchi verkaufte.
Im 20. Jahrhundert gehörte der Palast der Familie Di Bagno, die ihn 1933 der militärischen Liegenschaftsverwaltung überließ. Im Zweiten Weltkrieg wurde er schwer beschädigt und danach umgebaut und an die Bedürfnisse einer universitären und musealen Nutzung angepasst. Der umgebende Park ist seit 1962 der botanische Garten von Ferrara und 1964 wurde das geologische Institut der Universität Ferrara in den Palast verlegt. Heute sind dort die Abteilung für Biologie und Evolution und paläontologische und prähistorische Museum „Piero Leonardi“ untergebracht.

## Beschreibung
Die Architektur enthält wenig Dekorationen und folgt einer eher linearen Perspektive. Das Gebäude ist aus Mauerziegeln erstellt und als einziges, bemerkenswertes Element können die Eckpfeiler aus weißem Stein mit doppelter Ordnung korinthischer Kapitelle gelten. Ebenfalls original sind das Eingangsportal und das Gesims in dekorierter Terrakotta.